# 桂冠詩人
桂冠詩人（けいかんしじん）は、優れた詩人に与えられる称号である。古代ギリシア、ローマ時代には、詩作も体育競技と並ぶ競技であり、勝利者には詩神アポロンゆかりの月桂樹の枝葉で編んだ月桂冠が授けられた。中世のイタリアでは、ダンテやペトラルカ、タッソが一流の詩人として月桂樹を戴いている。イギリスでは、17世紀に王室の慶弔の際に詩を作る桂冠詩人（英語: poet laureate、ポエット･ローリイット）の役職が設けられ現在に至っている。また、アメリカ合衆国議会図書館や世界芸術文化アカデミー、世界詩歌協会等の国際文化団体も桂冠詩人の称号を授与することがある。

## 中世ヨーロッパの桂冠詩人
14世紀初め、『エケリニス』を著したパドヴァのムッサート（Albertino Mussato, 1261年 - 1329年）が古式にならい桂冠詩人になった。 また、14世紀イタリアの詩人・人文主義者のペトラルカがローマの元老院から桂冠詩人の称号を与えられたのは有名（1341年）。また、ドイツの人文主義者フッテンが神聖ローマ皇帝マクシミリアン1世から桂冠詩人の称号を受けた例（1517年）も知られる。

## 近代イギリスの桂冠詩人
イギリスでは王家が桂冠詩人の称号を与え、王家の慶弔の詩を読むことになっている（ワーズワースなど）。王家から年金を受けたことでそれと定義して、ベン・ジョンソンを事実上初とする説のほか、地位が継承されたことをもってジョン・ドライデンを初とする説がある（ドライデンの次のシャドウェル以降は桂冠詩人が亡くなると後継者が選ばれている）。

### 中世イギリスの桂冠詩人
- ジェフリー・チョーサー - 厳密な意味での桂冠詩人ではないが、英国王家においてそれと同等の地位にあった。

### テューダー朝
- ジョン・スケルトン（英語版）
- エドマンド・スペンサー

### ステュアート朝
（以下、括弧内は桂冠詩人の座にあった期間）
- サミュエル・ダニエル（英語版）（1599年 - 1616年） - 1619年死去。
- ベン・ジョンソン（1616年 - 1637年）
- ウィリアム・ダヴナント（英語版）（1637年 - 1668年）

### 証書によってイギリス王家から任命された桂冠詩人
- ジョン・ドライデン（1670年 - 1689年） - 生前に桂冠詩人の座を降ろされている（1700年死去）。
- トマス・シャドウェル（英語版）（1689年 - 1692年）
- ネイハム・テイト（1692年 - 1715年）
- ニコラス・ロウ（1715年 - 1718年）
- ローレンス・ユーズデン（1718年 - 1730年）
- コリー・シバー（1730年 - 1757年）
- ウィリアム・ホワイトヘッド（1757年 - 1785年）
- トマス・ウォートン（英語版）（1785年 - 1790年）
- ヘンリー・ジェイムズ・パイ（1790年 - 1813年）
- ロバート・サウジー（1813年 - 1843年）
- ウィリアム・ワーズワース（1843年 - 1850年）
- 初代テニスン男爵アルフレッド・テニスン（1850年 - 1892年）
- アルフレッド・オースティン（1892年 - 1913年）
- ロバート・ブリッジズ（1913年 - 1930年）
- ジョン・メイスフィールド（1930年 - 1967年）
- セシル・デイ＝ルイス（1967年 - 1972年）
- ジョン・ベチェマン（1972年 - 1984年）
- テッド・ヒューズ（1984年 - 1999年）
- アンドリュー・モーション（1999年 - 2009年）-　10年間のみ
- キャロル・アン・ダフィー（英語版） (2009年 - 2019年)　-　史上初の女性、かつスコットランド出身の桂冠詩人
- サイモン・アーミテージ (2019年 - )

## その他
- ダンテは任命された桂冠詩人ではなく、彼の功績を称えた文化人が桂冠詩人とよんだ。
- ミルトンは文化人たちから桂冠詩人と呼ばれたが、共和政府時代に活躍したので、イギリス王家から任命された桂冠詩人ではない。
- ウィリアム・モリスは桂冠詩人に推薦されたが辞退した。
- イギリス政府以外に、議会図書館もPoet Laureate Consultant in Poetry to the Library of Congressと呼ばれる桂冠詩人の称号を授与する。